# Tenía tanto que darte (canción)
«Tenía tanto que darte» es el primer sencillo del álbum Retales de carnaval, el segundo de estudio del grupo español Nena Daconte. El 16 de septiembre de 2008 fue la fecha elegida para su lanzamiento, habiéndose lanzado previamente el sencillo mediante descarga digital, el 13 de septiembre. Pero en España no salió hasta 2014.

## Información
La canción fue compuesta por Mai Meneses en octubre de 2005, un día después de que Universal Music fichara por ellos, pero como el disco 'He perdido los zapatos' ya estaba completo la canción quedó en el cajón. Kim Fanlo fue el productor de la canción.
El 8 de noviembre de 2008 se coronaba con la primera posición en la lista de Los 40 Principales. Se mantuvo en la misma posición durante la semana siguiente.

## Videoclip
El videoclip está dirigido por Marc Lozano. En él podemos ver a Mai Meneses patinando y tirada por Kim Fanlo que va en bicicleta por una ciudad. La siguiente toma nos muestra a ambos por un campo; Mai en brazos de Kim. En otra toma el conjunto va cambiando de vestuario a golpes de guitarra y en la siguiente, ya de noche, se puede ver a Mai Meneses de nuevo patinando y tirada por la cámara, con Kim Fanlo al lado tocando la guitarra y con fuego de bengalas de fondo. 
El videoclip finaliza en una pista de patinaje. Ambos cantantes se encuentran en medio de la pista, donde patinadores profesionales los rodean, mientras cae sobre ellos confeti.

## Curiosidades
- Según la propia Mai Meneses, la canción la compuso en cinco minutos.

- El videoclip "Tenía tanto que darte" estaba nominado a los Premios Principales 2008.

- Ha sido la canción española más escuchada y con más éxito en 2008.

- Los trajes de Unicornios que llevan vestidos Mai y Kim, en la toma donde el conjunto va cambiando de vestuario a golpes de guitarra, vuelven a aparecer en el videoclip del siguiente sencillo El Aleph.

- Según los propios autores, la canción trata de «la decisión de quedarse con los momentos buenos de una relación que se ha terminado» (Entrevista a Nena Daconte). Corrieron rumores de se trataba de la recuperación tras la ruptura entre Mai y Kim. Otros rumores afirmaban que trataba sobre un aborto no deseado.

- En el año 2009, Fangoria interpretó durante su "Gira Absolutamente" esta canción en un medley con el clásico "Ni tú ni nadie" de Alaska y Dinarama para cerrar sus conciertos.

## Listas
| País                    | Posición |
| ----------------------- | -------- |
| Los 40 Principales      | 1(x2)    |
| España Top 50 Singles   | 2(x4)    |
| Itunes                  | 1(x13)   |
| Cadena 100              | 1        |
| Top 40 Latino           | 10(x2)   |
| Euro 200                | 47       |
| Venezuela Record Report | 17       |